# Saksoński tarczowy

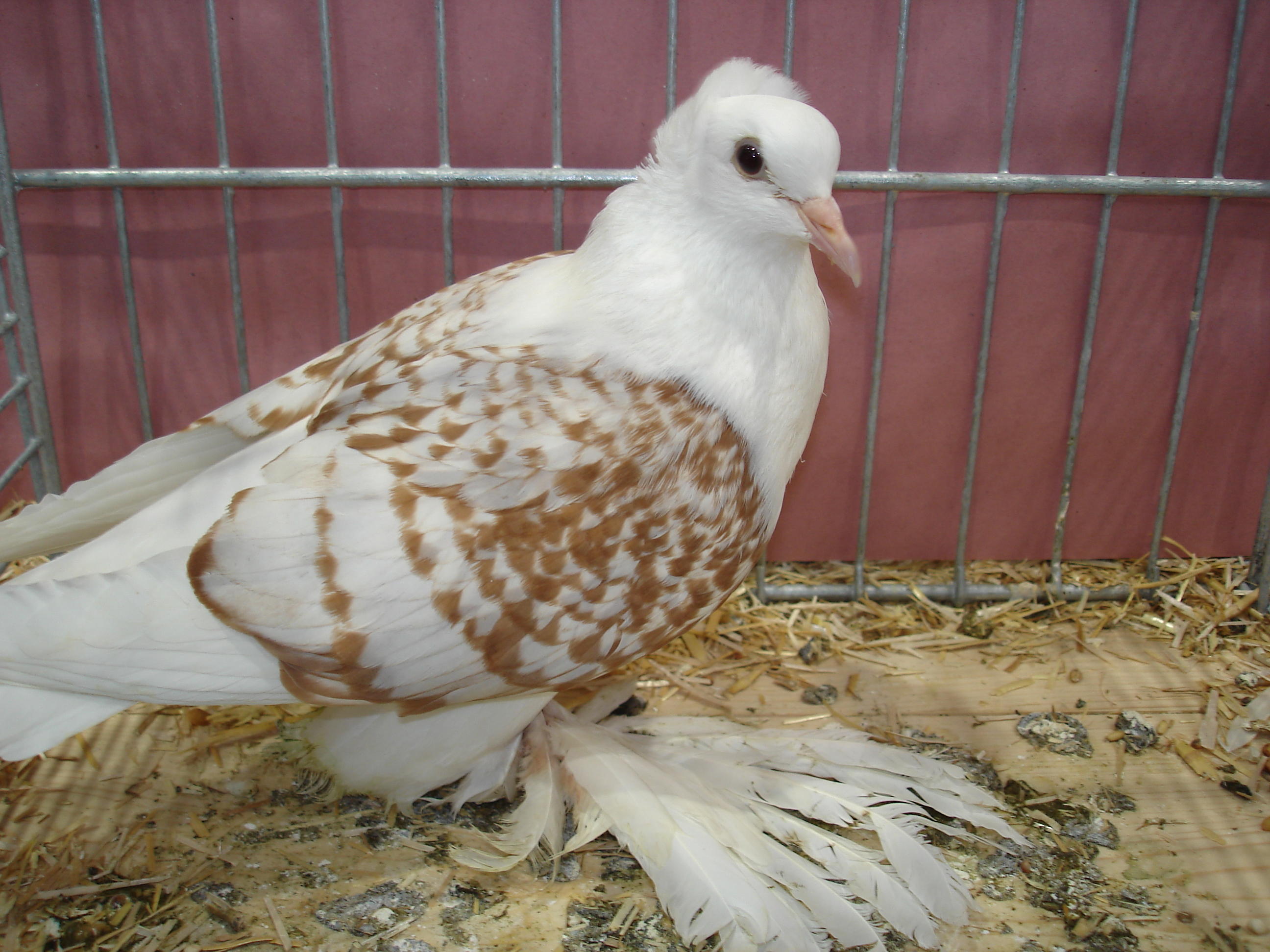
Saksoński tarczowy

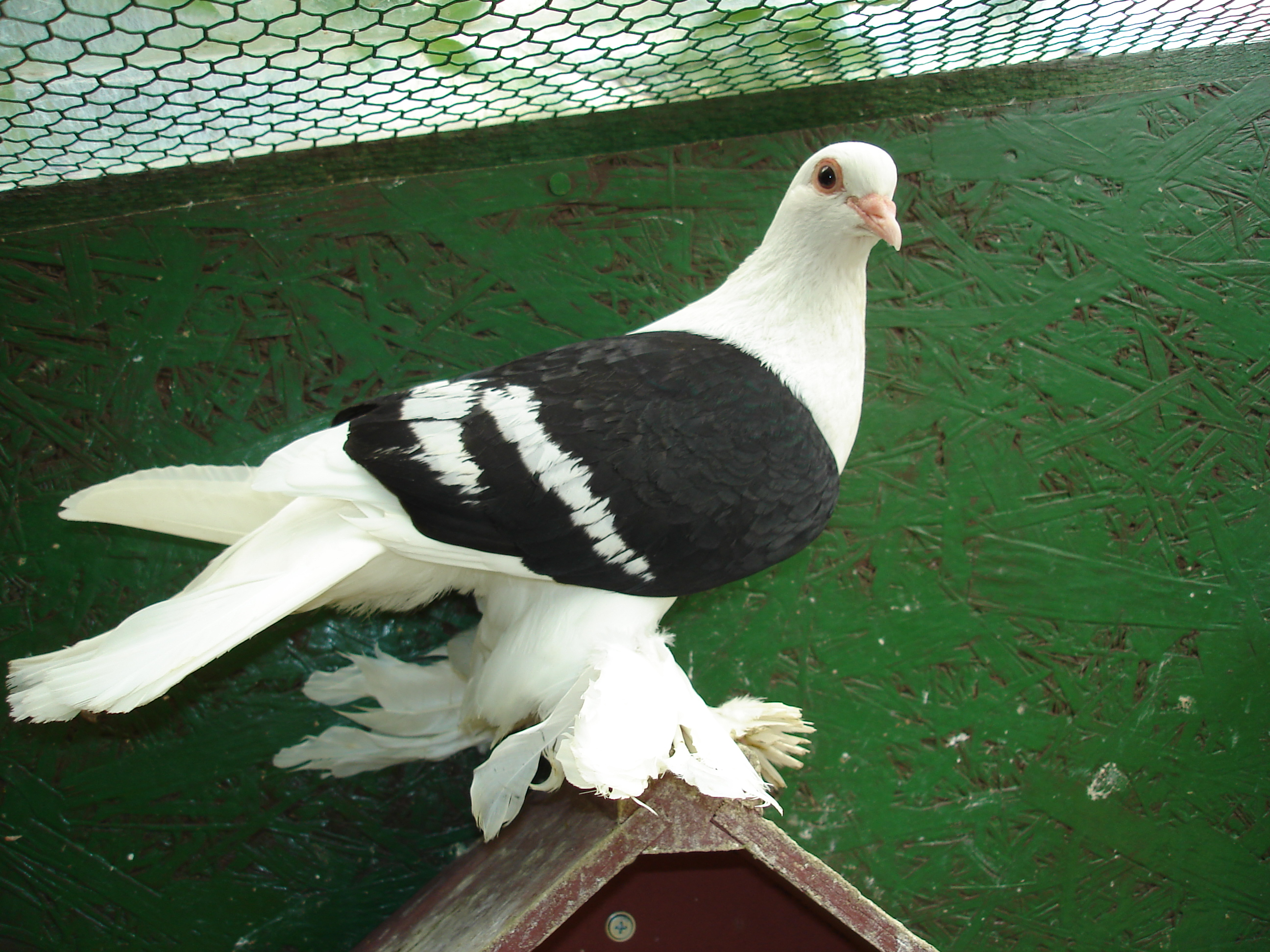
Saksoński tarczowy

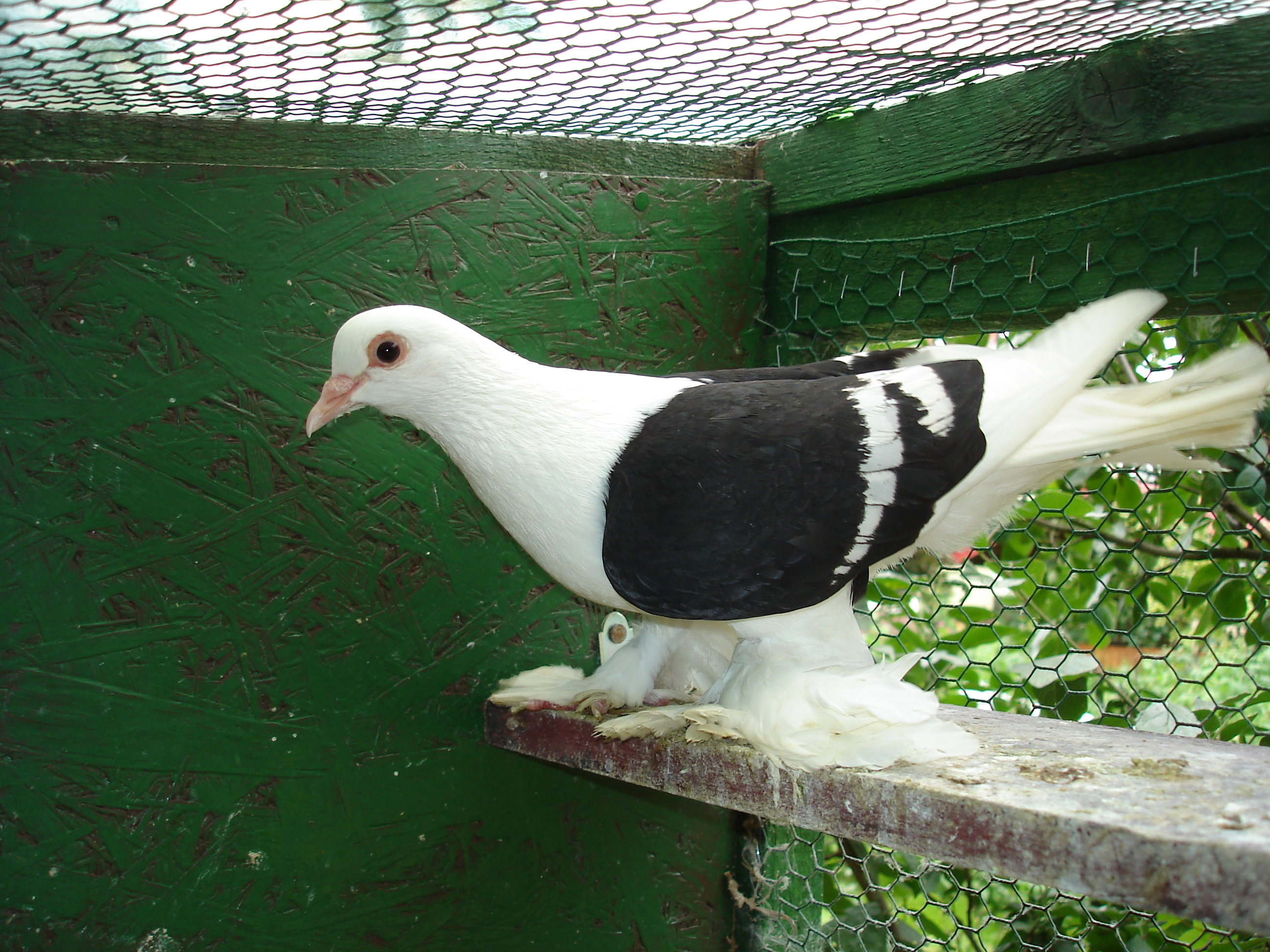
Saksoński tarczowy

Saksoński tarczowy – rasa gołębia domowego.

## Pochodzenie
Gołębie barwne o kolorowych tarczach znane były już w Europie w XV wieku. Nie zawsze są to gołębie obecnie należące do 5. grupy (barwne). Gołębie tarczowe, należące do grupy 5, pod wieloma względami różnią się między sobą, głównie budową, mają jednak jedną cechę wspólną, a mianowicie kolorowe pióra na tarczach skrzydeł.   
Saksońskie gołębie tarczowe hodowane są już ponad dwieście lat. Pierwsze ich opisy pochodzą z początku XIX wieku. Najpierw wyhodowane zostały w saksońskich Rudawach tarczowe bez jakichkolwiek ozdób na głowie. Mieszkańcy Górnych Łużyc dodali gładkogłowym koronkę. W okolicach zaś Miśni w Niemczech wyhodowano dwuczube.

## Budowa
Saksoński tarczowy to silny, o niskiej stosunkowo postawie gołąb typu polnego. Plecy saksońskiego tarczowego powinny być szerokie, szczególnie w ramionach, lekko opadające. Średniej długości szyja, poszerzająca się ku korpusowi, szeroka pierś, dobrze zaokrąglona, nieco wysunięta do przodu, dobrze rozwinięte upierzenie, sprawiają wrażenie, że w wypadku saksońskiego tarczowego ma się do czynienia z gołębiem mocnym, wręcz masywnym. Tą charakterystyczną cechę budowy podkreślają niezbyt wysokie nogi, długie i gęste łapcie oraz bogate upierzenie ud. Gołębie o wysokich nogach, wąskich plecach i cienkiej szyi nie nadają się do dalszej hodowli. Słabą budowę ciała, za krótkie, lub za długie, nieproporcjonalne do korpusu, lub mocno uszkodzone łapcie, zalicza się do dużych wad.  
Głowa powinna być dobrze zaokrąglona, szczególnie u gładkogłowych, u pozostałych zaś – a więc z koronką, a także z koronką i goździkiem – zaokrąglona, ale nieco podłużna. U odmiany koroniastej koronka jest wolnostojąca, nie przylegająca do głowy, dosyć wysoko osadzona, szeroka, bogata w pióra, gęsta i zakończona rozetami. Odmiana dwuczuba oprócz koronki posiada duży goździk. Podczas swobodnej pozy, przednia część głowy lekko pochylona jest w dół. Dużymi błędami są: nierówna koronka, brak rozet i goździk zasłaniający oczy, lub bardzo mały i skrócony goździk. Do wad zalicza się także dziób pokryty różnej wielkości plamami. 
Na białym tle wyraźnie widoczne są ciemnobrązowe oczy, otoczone wąską brwią koloru cielistego. Dopuszcza się czerwoną brew, która nie jest wadą. Dziób także jest cielistego koloru oraz jak u wszystkich saksońskich gołębi barwnych średniej długości. Harmonijną budowę podkreśla dobrze wykrojone podgardle.
Skrzydła u saksońskiego tarczowego powinny być mocne, stosunkowo długie, a pióra szerokie, nie sięgające końca ogona; ogon także długi, zwarty i noszony prawie poziomo. Lotki nie mogą sięgać końca ogona, lub być od niego dłuższe.

## Kolor i rysunek
Jak u wszystkich gołębi tarczowych, również u saksońskich tarczowych kolorowe są jedynie pióra pokrywowe na skrzydłach. Pozostałe upierzenie jest śnieżno białe. Ważne jest, aby także kolorowe były pióra kciuka (skrzydełko). Zarówno pióra pokrywowe, jak i pod skrzydłami powinny być tego samego koloru. Wymagane jest od 8 do 10 lotek białych. Mniej lub więcej lotek białych powoduje, że tarcze nie są owalne, lub kształtu jaja. Kolorowe pióra na udach, plecach i piersiach uważa się za wadę. 
Saksońskie tarczowe występują w następujących kolorach: czarnym, czerwonym, żółtym, niebieskim i niebieskopłowym. Wszystkie powinny mieć białe pasy. Mogą też być białołuskowate. U niebieskich i niebieskopłowych białe pasy są czarno obrzeżone od strony ogona. Znane są także niebieskie oraz niebieskopłowe z ciemnymi, wręcz czarnymi pasami, a także bez pasów, oraz grochowe niebieskie, a także grochowe niebieskopłowe. Istnieje więc szesnaście odmian barwnych. Jeśli weźmie się pod uwagę, że saksońskie tarczowe są gładkogłowe, z koronką oraz z koronką i goździkiem, przeto występuje – jak dotąd – czterdzieści osiem odmian.
Kolor czarny, czerwony i żółty powinien być czysty oraz lśniący; niebieski zaś jasny i równomierny. Białe pasy na kolorowych tarczach również powinny być czyste, możliwie wąskie, bez załamań, biegnące przez całe skrzydło, możliwie równolegle. Dotyczy to również pasów czarnych u niebieskich i niebieskopłowych. Wymaga się, aby łuskowatość było równomiernie rozłożone, w kształcie trójkąta. Jeśli u czerwonych i żółtych białe pasy są czyste, to lotki drugiego rzędu na końcach mogą mieć delikatne lustra. Matowe lub nieczyste kolory, rdzawe i z czarnymi punktami białe pasy oraz łuski; za bardzo szerokie i przerwane pasy, a także pokazujący się trzeci pas; białe pióra między kolorowymi lotkami; za mało lub za dużo białych lotek; więcej niż dwa białe pióra kciuka, kolorowe boki, uda lub plecy zalicza się do błędów.